# Una donna sposata
Una donna sposata (Une femme mariée) è un film del 1964 diretto da Jean-Luc Godard, l'ottavo lungometraggio del regista franco-svizzero. È la cronaca di 24 ore nella vita di una giovane donna sposata; porta come sottotitolo la didascalia Frammenti di un film girato nel 1964.

Il titolo originale, La femme mariée, (“La donna sposata”) viene proibito dalla censura perché estendeva a tutte le donne il comportamento extraconiugale della protagonista; usando l'articolo determinativo invece Godard voleva dare l'impressione di non presentare una storia particolare, bensì un vero e proprio saggio sulla donna contemporanea.
(Macha Méril)

## Trama
Il film inizia con una serie di inquadrature frammentarie del corpo nudo di una donna (gambe, mani, schiena), a volte accostato a quello di un uomo sopra un lenzuolo, sul suggestivo sfondo dei Quartetti per archi di Beethoven.
(Macha Méril)
Poco per volta la macchina da presa inquadra anche il viso della donna, Charlotte, sposata con un pilota d'aereo; l'uomo che è con lei, Robert, è invece attore di teatro. Durante la scena, una voce fuori campo recita sottovoce brevi frasi tratte da messaggi pubblicitari che parlano della bellezza femminile.

Dopo l'amore, Charlotte deve passare da scuola a prendere il bambino, figlio di un precedente matrimonio del marito. Si fa dare un passaggio in auto da Robert, poi prende alcuni taxi uno dopo l'altro, con l'intento di sviare eventuali pedinamenti commissionati dal marito. Charlotte si reca con il bambino all'aeroporto, dove Pierre arriva dalla Germania portando in volo il regista Roger Leenhardt, che ha assistito all'apertura del processo ai carcerieri del campo di concentramento di Auschwitz
e che viene invitato a cena.

Durante la serata a casa della coppia, Pierre, Charlotte e Leenhardt tengono ognuno una sorta di monologo, rispettivamente sulla memoria, sul vivere nel presente e sull'intelligenza.

Il mattino seguente anche la domestica di casa M.me Céline tiene il suo monologo a Charlotte: una lunga citazione letteraria dal romanzo Morte a credito, appunto di Louis-Ferdinand Céline. Charlotte, che lavora per un rotocalco femminile, si reca a incontrare delle fotomodelle sul lavoro, ascolta discorsi femminili da due ragazzine sedute al tavolo vicino, che parlano della loro “prima volta”, infine va a farsi visitare da un ginecologo che le consegna l'esito di un esame di gravidanza: l'esito è positivo, Charlotte aspetta un bambino, ma non sa determinare se sia del marito Pierre o dell'amante Robert. Quest'ultimo le ha dato appuntamento al cinematografo dell'aeroporto di Orly (dove proiettano Notte e nebbia di Alain Resnais), dal momento che è in partenza per recitare Racine. Quasi inevitabilmente finiscono a letto nell'albergo dell'aeroporto, con sequenze di immagini speculari a quelle viste all'inizio del film. Charlotte turbata cerca di sapere dall'uomo quale differenza ci sia tra la vita e una commedia.

## Produzione
Jean-Luc Godard inizia la lavorazione di Una donna sposata quasi per scommessa. L'idea nasce durante il festival di Cannes del maggio 1964, dove il regista presenta Bande à part fuori programma. Luigi Chiarini, direttore della Mostra internazionale d'arte cinematografica di Venezia si rammarica che il regista non possa presentare nulla quell'anno stesso per il suo concorso; Godard invece gli garantisce che parteciperà con un nuovo film ancora da girare.

Le riprese iniziano a tempo di record, il 29 giugno. Godard contravviene a una delle regole che si è dato, sulla quale fonda in parte il proprio metodo d'ispirazione. Infatti, invece di girare le scene in sequenza come al solito, le raggruppa per location in modo da risparmiare giornate di lavoro: inizia all'interno dei grandi magazzini Printemps, continua con il cinema Publicis annesso all'aeroporto di Orly e l'albergo adiacente, l'appartamento di Robert a Grenelle, la piscina Deligny con il bar dello stabilimento; infine, l'appartamento moderno dove Charlotte vive con il marito è reperito nel complesso residenziale Élysée 2 presso la tangenziale.

Macha Méril è esattamente l'attrice che Godard cerca per questo film, ha fatto da modella al fotografo Richard Avedon; quando va a trovarla nell'appartamento di Auteuil, rimane a osservarla per un'ora senza parlare prima di ammettere che è perfetta (o quasi, dal momento che le chiede di perdere 5 chili primi di iniziare le riprese, di lì a tre settimane).
(Macha Méril)
Il film arriva con il titolo La femme mariée sugli schermi della Mostra di Venezia l'8 settembre 1964, come promesso. L'accoglienza del pubblico è fredda, mentre la stampa francese è entusiasta. Al termine della proiezione Michelangelo Antonioni, che vince il Leone d'Oro con Deserto rosso, si alza e abbraccia Godard, il quale ammetterà che con Il disprezzo avrebbe voluto fare un film come quello dell'italiano. Il 29 settembre, però, la commissione di controllo censura il film nel suo complesso, giudicando impossibile tagliare alcune scene. Grazie all'aiuto di André Malraux, e al contatto tra Macha Méril e Claude Pompidou, la moglie del presidente della Repubblica, il film riceve il visto con il taglio di alcune scene e il cambio dell'articolo nel titolo.

## Distribuzione
In Italia, il film viene riproposto al cinema in distribuzione limitata il 7, 8 e 9 novembre 2022, presentato da Movies Inspired.

## Analisi critica
Il precedente film Questa è la mia vita che Godard aveva girato nel 1962, già aveva come soggetto un'inchiesta sociologica; anche questo Una donna sposata ha l'ambizione di presentare la realtà non attraverso gli strumenti della fiction, della letteratura, bensì quelli delle scienze sociali. Il regista dichiarerà infatti a Le Monde:
(Jean-Luc Godard)
Charlotte, il marito e l'amante sono trattati come oggetti, esattamente come le auto che compaiono nelle immagini, come gli aeroporti, i giornali, la biancheria intima, gli interni d'appartamento, le immagini pubblicitarie: tutto filmato allo stesso modo obiettivo, frontale, frammentato e astratto.
(Jean-Luc Godard)
La censura impone il taglio di un breve inserto documentaristico girato da Jacques Rozier sulla moda del costume da bagno monokini lanciata quell'anno stesso. Per il ruolo della attrice protagonista, viene scritturata la ventiquattrenne franco-russa Macha Méril, dal momento che la moglie di Godard, Anna Karina, è impegnata con le riprese di Le soldatesse di Valerio Zurlini.
Lo sguardo che si potrebbe definire “entomologico” del regista sul corpo di Macha Méril restituisce le più delicate e incantate scene d'amore del cinema moderno.
(Alberto Moravia)
Il film è molto costruito sul montaggio, giocato sull'alternanza di parti della donna-oggetto e di oggetti veri e propri, come marche di profumi e manifesti pubblicitari di biancheria intima.
(Macha Méril)
È per questa ragione che la critica lo associa subito alla pop art, rendendo improvvisamente Jean-Luc Godard un regista moderno per antonomasia: il suo è un discorso che diventerà sempre più critico sulla società dei consumi, sulla mercificazione (nel senso indicato da Walter Benjamin, come mercificazione del corpo, in modo particolare quello femminile, nella società neocapitalista.) Nasce anche con questo film il mito God-art come derivato da Pop-art, inventato dal critico comunista Georges Sadoul su Les Lettres Françaises.

Una donna sposata rappresenta una tappa importante del lavoro di Jean-Luc Godard sulla questione del monologo interiore sul grande schermo. Questo film porta un colpo alla concezione unitaria del monologo, che si frantuma in una serie di cocci, in una decomposizione dell'interiorità dei personaggi e del mondo esterno che è il risvolto cinematografico della tecnica che Dos Passos aveva introdotto nel romanzo: per esempio quando Charlotte confonde se stessa con le pagine dei settimanali che sfoglia.

## Curiosità
- La scena di un aereo in volo, inserita all'inizio del film tra inquadrature di nudo, che sembra la metafora di un'erezione maschile, sostituisce in realtà un taglio imposto dalla censura; è anche un'anticipazione narrativa, dal momento che il marito di Charlotte è un pilota d'aviazione.[15] Le immagini tagliate finiranno poi nel libro fotografico Journal d'une femme mariée che il regista e l'attrice firmano insieme nel 1965.
- In un primo tempo, per la parte di Charlotte il regista ha pensato a Stefania Sandrelli, che ha ammirato in Divorzio all'italiana di Pietro Germi, ma l'attrice italiana deve rinunciare perché è incinta della figlia Amanda che nascerà quell'anno stesso.
- Il medico è interpretato da un vero ginecologo, la scena in cui appare è la prima del cinema francese a affrontare esplicitamente la questione della pillola contraccettiva.[6]
- Roger Leenhardt, che interpreta se stesso in un cameo, è un amico dei Monod, la famiglia della madre di Jean-Luc Godard; appartengono tutti al cristianesimo riformato.
- Il film è il primo di Godard a fare riferimento ai campi di concentramento nazisti, un tema che gli sarà particolarmente caro, fino a affermare che il cinema è morto quando ha fallito di riprendere i lager. In Una donna sposata quando Leenhardt racconta la battuta cinica che ha sentito in Germania (“Ho sentito dire che vogliono uccidere tutti gli ebrei e tutti i barbieri”, dice uno, e l'altro risponde: “perché i barbieri?”), Charlotte ribatte innocentemente: “sì, perché i barbieri?”, e confonde Auschwitz con le conseguenze teratogene del talidomide.